# Mito di Rommel

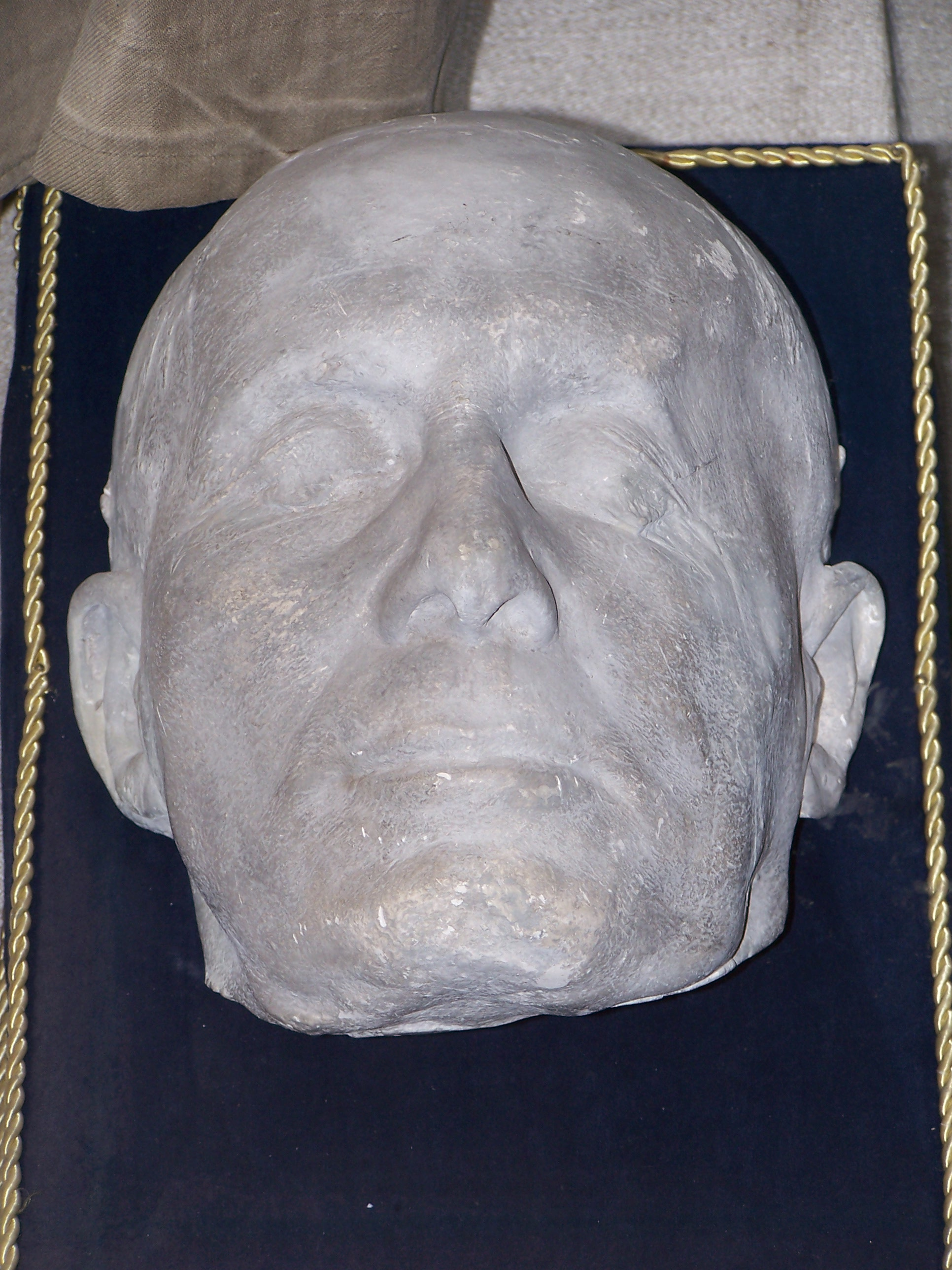
Maschera mortuaria di Erwin Rommel conservata al Panzermuseum di Munster

Il mito di Rommel, o la leggenda di Rommel, è un'espressione usata da alcuni storici per riferirsi alla concezione (corrente sia nella cultura popolare che in varie opere accademiche) del Feldmaresciallo tedesco Erwin Rommel, raffigurato come comandante apolitico, brillante e vittima del Terzo Reich a causa della sua partecipazione all’attentato del 20 luglio 1944 contro Adolf Hitler. Secondo tali storici, detta concezione non è corretta.
Il mito fu creato, con la partecipazione di Rommel, come componente della propaganda nazista per elogiare la Wehrmacht e per instillare ottimismo nell'opinione pubblica tedesca. A partire dal 1941, fu acquisito e diffuso in Occidente dalla stampa di guerra del Regno Unito, per spiegare l'incapacità degli Alleati a sconfiggere le forze dell’Asse in Nordafrica.
Dopo la guerra, gli Alleati, e particolarmente nel Regno Unito, dipinsero Rommel come il “buon Tedesco” e “il nostro amico Rommel”, ciò anche in correlazione all'altro mito della Wehrmacht pulita. La sua reputazione di aver condotto una "guerra pulita" fu usata nell’interesse del riarmo della Germania Ovest durante la Guerra Fredda e della riconciliazione tra gli ex-nemici – il Regno Unito e gli USA da un lato, e la nuova Repubblica Federale Tedesca dall’altro. La biografia Rommel: The Desert Fox del 1950 e la pubblicazione di The Rommel Papers nel 1953 aggiunsero ulteriori strati al mito, che si è dimostrato resistente all'esame critico.
Negli ultimi decenni del XX secolo e nel XXI la mitologia che circonda Rommel è stata oggetto di analisi da parte di storici di lingua inglese e tedesca. Il riesame ha prodotto nuove interpretazioni di Rommel, sulla sua relazione col nazionalsocialismo, la sua abilità come comandante a livello operativo e strategico e il suo effettivo ruolo nell'attentato del 20 luglio 1944 mirante ad assassinare Hitler. Storici e commentatori concludono che quella di Rommel resta una figura ambigua di difficile valutazione.

## Terminologia
Già alcuni autori nei primi anni del dopoguerra, come Desmond Young e Basil Liddell Hart, citavano “la leggenda Rommel” nei loro rispettivi libri. Liddell Hart descrisse gli sforzi britannici di contro-propaganda alla reputazione militare di Rommel (mostrando nello stesso tempo rispetto nei confronti della sua condotta di guerra): «Così i comandanti britannici e lo staff del quartier generale furono costretti a fare strenui sforzi per dissipare la "leggenda di Rommel». Già nel 1950, l’ex vice di Bernard Montgomery si riferiva al “mito” in un articolo intitolato The Rommel Myth Debunked in cui puntava a rettificare alcune convinzioni errate riguardanti gli scontri durante la campagna nord africana.
Nel modo in cui è utilizzato dagli autori tedeschi, Mythos Rommel (tradotto grossolanamente in inglese come “Rommel myth”) è una descrizione neutrale, come si può vedere nel lavoro di storici come Peter Lieb. Il termine riconosce, secondo Lieb, che «Rommel è e rimane un Mythos... Non può essere chiuso in un solo cassetto. In ogni caso, ognuno deve decidere per se stesso se vederlo come un modello oppure no». Tra gli autori tedeschi che usano la parola “Mythos” in questo modo neutrale: Maurice Philip Remy, Wolfram Pyta, Jörg Echternkamp, Guido Knopp e Sandra Mass.

## Origini
Le origini del mito possono essere trovate inizialmente nella brillante carriera di Rommel come giovane ufficiale durante la prima guerra mondiale, e in seguito nel suo popolare libro Infanterie Greift An (La fanteria attacca) del 1937, che fu scritto con uno stile molto differente rispetto alla letteratura militare diffusa in Germania in quell’epoca. Il libro divenne un bestseller e si ritiene fosse stato letto da Adolf Hitler.
Lo storico Antony Beevor ritiene che l’inizio della “leggenda di Rommel” vada datato al 13 maggio 1940, durante la Campagna di Francia, quando le truppe di Rommel attraversarono la Mosa sotto il fuoco nemico e stabilirono teste di ponte a Houx e Dinant.

### Propaganda nazista e propaganda alleata

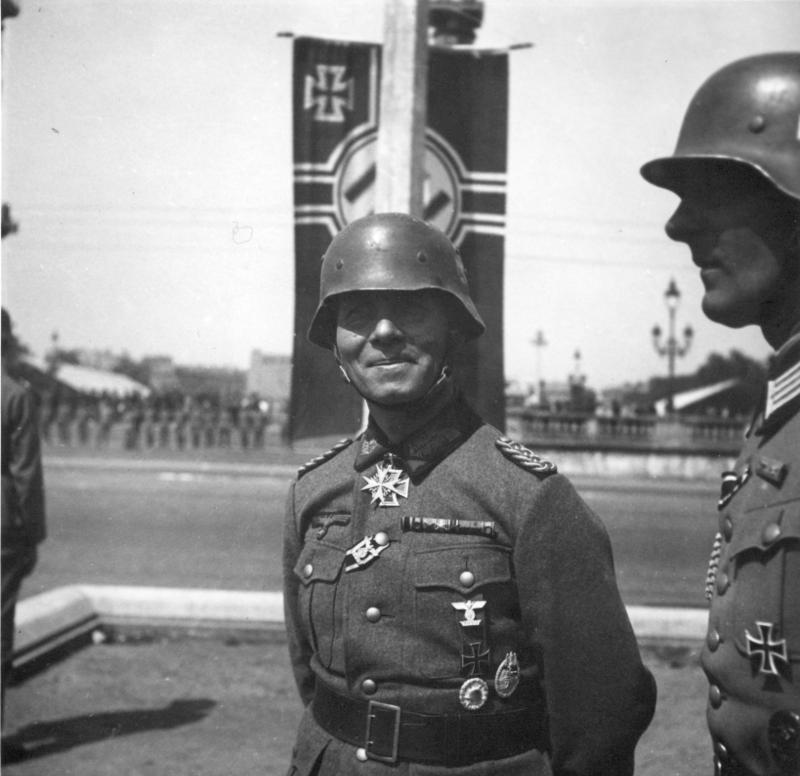
Rommel durante la parata della vittoria contro i francesi, giugno 1940. Nel 1940 Rommel, tramite il suo subordinato Karl Hanke, aveva accesso al ministro tedesco della propaganda Joseph Goebbels.

Le vittorie di Rommel in Francia furono enfatizzate dalla stampa tedesca; nel febbraio del 1941 uscì il film Sieg im Westen (Vittoria ad occidente), nel quale Rommel contribuì personalmente a ricostruire e girare la parte relativa all’attraversamento della Somme. Le vittorie di Rommel nel 1941 furono esaltate dalla propaganda nazista, sebbene i suoi successi in Nordafrica fossero ottenuti nel meno strategicamente importante dei teatri bellici in cui era impegnata la Germania.
Nel novembre 1941, Joseph Goebbels (ministro della propaganda del Reich) scrisse di aver intenzione di «elevare Rommel al ruolo di eroe popolare». Rommel, con la sua abilità innata di comandante militare e la sua smania di notorietà, era un soggetto perfetto per il ruolo che Goebbels aveva pianificato per lui.
In Nordafrica, Rommel venne assistito nella creazione della sua immagine da Alfred Ingemar Berndt, un alto ufficiale del Ministero della propaganda del Reich, arruolatosi volontariamente nell’esercito. Berndt venne distaccato da Goebbels e assegnato allo staff di Rommel, divenendo uno dei suoi collaboratori più stretti. Berndt spesso agì da collegamento tra Rommel, il Ministero della propaganda e il quartier generale di Hitler. Fu il regista degli scatti fotografici che immortalavano Rommel e fu l’autore dei dispacci radio che descrivevano le battaglie.
Nella primavera del 1941, il nome di Rommel iniziò ad apparire anche nei media britannici. Nell’autunno e all’inizio dell’inverno 1941/1942 veniva citato dalla stampa britannica quasi quotidianamente. Il Daily Express e il Cairns Post scrissero: «Nessun insensato ‘von’ per Erich [sic], nessun codice di condotta quale era stabilito e quale è stato rispettato in guerra dalla maggior parte degli ufficiali prussiani. Egli è un generale-gangster, che si è fatto le ossa in una scuola più dura di Chicago. È stato il criminale organizzatore di Hitler prima che giungesse al potere... Così Erich è diventato il leader della Guardia Nera delle S.S., l’esercito privato di Hitler, che esegue le sue vendette private e protegge la sua persona... Quando la Polonia oppose resistenza finalmente a favore della democrazia, fu Rommel a guidare cavallerescamente i panzer contro le truppe polacche a cavallo. Più tardi in Francia Hitler lo nominò Cavaliere della Croce di Ferro per aver sfondato la Linea Maginot a Maubeuge con la Settima divisione corazzata. In realtà la resistenza francese si era quasi esaurita, ma Erich fu comunque insignito della decorazione.»
Verso la fine dell’anno la macchina propagandistica del Reich utilizzò i successi di Rommel in Africa come diversivo per mascherare lo stallo a cui stava andando incontro l’Operazione Barbarossa in Unione Sovietica. Anche la stampa americana, in conseguenza all’entrata in guerra degli Stati Uniti dell’11 dicembre 1941, iniziò a riportare notizie su Rommel: «Gli inglesi [...] lo ammirano perché sono stati sconfitti da lui e sono sorpresi di aver sconfitto a loro volta un generale così capace.» Il general Claude Auchinleck emanò una direttiva ai suoi comandanti sottoposti affinché evitassero di presentare Rommel come un “superuomo”. 
La campagna di Tunisia e la battaglia del passo di Kasserine accrebbero l’ammirazione dei soldati americani verso Rommel. Il culto della personalità era così forte che, secondo Peter Schrijvers, «per il resto della guerra i prigionieri di guerra erano tanto poco disposti a cedere le foto di Rommel quanto gli americani erano desiderosi di entrarne in possesso». 
Mentre le truppe alleate rispettavano Rommel, i civili continuarono a mantenere l'immagine negativa, in precedenza largamente diffusa, delle origini di Rommel e del suo legame con i nazisti. Come scrissero Rosie Goldschmidt Waldeck (che ne sfatò la storia inventata) e il New York Times nel 1943, «È stato detto che Rommel iniziò la propria carriera come delinquente agli ordini di Hitler e deve la sua rapida ascesa alla sua iniziale collaborazione con Himmler». Questo tipo di propaganda continuò fino alla fine della guerra.
L’attenzione della stampa occidentale, e specialmente di quella britannica, entusiasmò Goebbels, che all’inizio del ‘42 scrisse nel suo diario: «Rommel continua ad essere apprezzato addirittura dalle agenzie di stampa nemiche». Anche Hitler prese atto della propaganda britannica, commentando nell’estate del ‘42 che i leader inglesi sembravano credere «di poter spiegare meglio la propria sconfitta al popolo parlando di Rommel».
Rommel era il comandante tedesco più frequentemente citato dai media della Germania e l’unico ad aver dato una conferenza stampa, che ebbe luogo nell’ottobre del 1942. La conferenza era diretta ai media tedeschi e stranieri ed il suo moderatore era Goebbels. Rommel dichiarò: «Oggi [...] abbiamo le porte dell’Egitto nelle nostre mani e siamo intenzionati a procedere!» Quando il vento della guerra cominciò a cambiare direzione, mantenere l’attenzione su Rommel servì a distrarre l’opinione pubblica tedesca dalle sconfitte che la Wehrmacht cominciava a subire su tutti i fronti. Rommel divenne il simbolo usato per rafforzare la fede dell’opinione pubblica tedesca in una vittoria finale dell’Asse.

### Rovesci militari
Subito dopo la vittoria britannica nella seconda battaglia di El Alamein nel novembre 1942, così come dopo altri rovesci militari, il ministero della propaganda diede ordine ai media di enfatizzare la supposta invincibilità di Rommel. La pantomima fu portata avanti sino alla primavera del 1943, benché la situazione tedesca in Africa divenisse sempre più precaria. Nel maggio 1943, per fare in modo che l’inevitabile sconfitta in Africa non fosse associata al nome di Rommel, Goebbels fece annunciare dal Comando Supremo che Rommel era in congedo per due mesi per motivi di salute. Berndt (che aveva riassunto il proprio ruolo nel ministero della propaganda) presentò l’intera campagna d’Africa come un astuto stratagemma per tenere impegnato l’impero britannico in Africa mentre la Germania trasformava l'Europa in un’impenetrabile fortezza, con Rommel alla guida di tale operazione. Dopo la trasmissione del programma radiofonico che propagandava questa tesi, nel maggio 1943, Goebbels inviò a Berndt una scatola di sigari in segno di gratitudine.

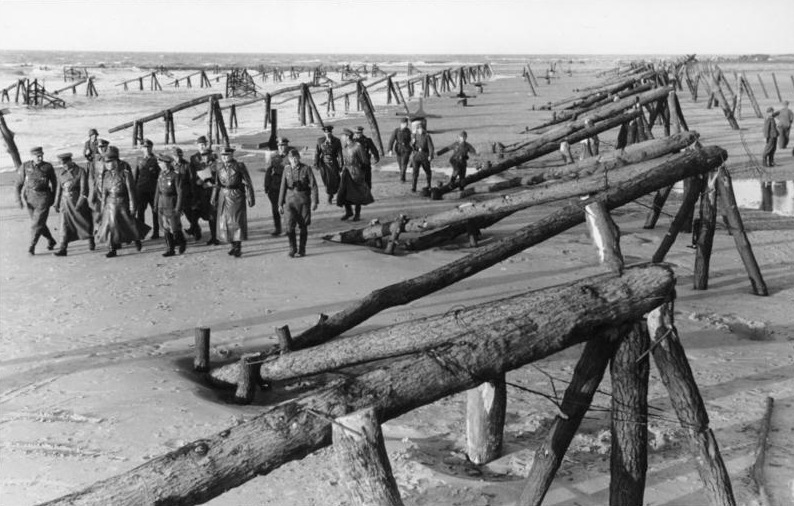
Una delle tante fotografie di propaganda raffiguranti l'ispezione di Rommel al vallo atlantico.

Benché Rommel, a questo punto, iniziasse un periodo privo di incarichi di comando significativi, il suo nome continuò a rimanere familiare in Germania come sinonimo di invincibilità. Rommel entrò allora a far parte della strategia difensiva di Hitler denominata “Fortezza Europa” (“Festung Europa”); il Führer lo inviò ad ovest per ispezionare le fortificazioni lungo il vallo atlantico. Goebbels appoggiò la decisione, annotando nel proprio diario che Rommel era «indubbiamente l’uomo adatto» per tale compito. Il ministero della propaganda contava che tale mossa rassicurasse l’opinione pubblica in Germania, e che allo stesso tempo avesse un impatto negativo sul morale degli Alleati.
In Francia un’équipe di propaganda della Wehrmacht accompagnava frequentemente Rommel nei suoi viaggi d’ispezione per documentare il suo lavoro, a beneficio sia del pubblico in patria sia di quello estero. Nel maggio 1944 un breve filmato di propaganda documentava un discorso di Rommel a una conferenza della Wehrmacht, in cui egli affermava la propria convinzione che «ogni soldato tedesco contribuirà a rispondere come merita allo spirito Anglo-americano, per la sua criminale e bestiale campagna aerea contro la nostra patria». Questo discorso risollevò il morale e aumentò la fiducia in Rommel nell’opinione pubblica.
Quando Rommel venne seriamente ferito, il 17 luglio 1944, il ministero della propaganda fece il possibile per nascondere la notizia in modo da non minare il morale in patria. Ciononostante la notizia pervenne alla stampa britannica. Per contrastare le voci che Rommel fosse stato ferito gravemente o addirittura ucciso, a Rommel fu chiesto di apparire in una conferenza stampa il 1º agosto. Il 3 agosto la stampa tedesca pubblicò un resoconto ufficiale secondo cui Rommel sarebbe rimasto ferito in un incidente d’auto. Lo stesso Rommel annotò nel proprio diario il suo disappunto di fronte a questa distorsione della verità, rendendosi tardivamente conto del modo in cui la propaganda del Reich lo usava per i propri fini.

### Dopoguerra
Citando Correlli Barnett («La guerra nel deserto è entrata nella memoria popolare britannica, una fonte di leggende, eternamente riscritta sia come storia che come invenzione»), lo storico Lucio Ceva sostiene che sebbene il mito sia di origine britannica, si sia poi diffuso nella Germania Ovest del secondo dopoguerra. Lo storico Peter Caddick-Adams suggerisce che, in seguito al suicidio forzato, Rommel emerse come «il volto accettabile del militarismo tedesco, il "buon" tedesco che si oppose al regime nazista». Quindi il mito trovò terreno fertile dopo la guerra, nell’interesse del programma di riarmo tedesco e della riconciliazione tra gli Alleati e la Germania Ovest.
Dopo lo scoppio della guerra di Corea nel 1950, divenne chiaro ad americani e britannici che si sarebbe dovuto ristabilire un esercito tedesco che potesse aiutarli a fronteggiare l’Unione Sovietica. Molti ex ufficiali tedeschi, tra cui Adolf Heusinger e Hans Speidel, che avevano lavorato nello staff di Rommel in Francia, erano convinti che la Germania Ovest non avrebbe avuto alcun futuro senza la riabilitazione della Wehrmacht. Nell’ottobre 1950, per volere del cancelliere della Germania Ovest Konrad Adenauer, un gruppo di ex ufficiali scrisse un documento che divenne poi noto come memorandum Himmerod. Il documento, strumento sia di pianificazione che di negoziazione, comprendeva una richiesta di «misure per trasformare l’opinione pubblica interna ed estera» a proposito dell’esercito tedesco.

## Opere fondative
Gli ex nemici di Rommel, specialmente i britannici, ebbero un ruolo chiave nella creazione e propagazione del mito. Il riarmo tedesco dipese fortemente dalla riabilitazione morale di cui la Wehrmacht aveva bisogno. Il giornalista e storico Basil Liddell Hart, uno dei primi sostenitori di queste due iniziative interconnesse, fornì la prima fonte ampiamente diffusa su Rommel con il suo libro del 1948 sui generali di Hitler, aggiornato nel 1951. Dipingendo Rommel come un outsider del regime nazista nell’edizione del 1948, Liddell Hart concluse il testo del 1951 con commenti sui «talenti e risultati» di Rommel che lo «qualificavano per un posto tra i “Grandi Capitani” della storia».

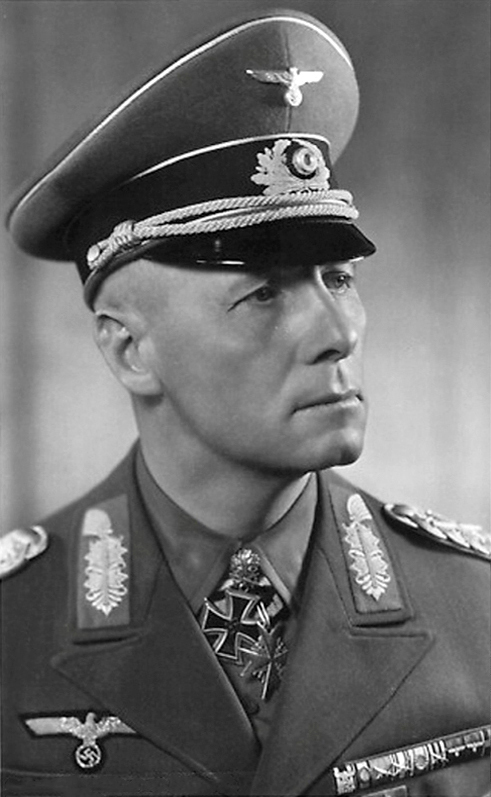
Il feldmaresciallo Erwin Rommel nel 1942

### Rommel - La volpe del deserto, il libro
L’altro testo fondamentale fu l’influente ed elogiativa biografia del 1950 Rommel: The Desert Fox del generale di brigata Desmond Young. Young aveva servito in Nord Africa nell’esercito indo-britannico in un ruolo relativo alle pubbliche relazioni, e fu fatto prigioniero dalle truppe di Rommel. Intervistò approfonditamente la vedova di Rommel e collaborò con diverse persone che gli erano state vicine, incluso Hans Speidel, essendo Liddell Hart un altro sostenitore del progetto. Speidel aveva già scritto nel 1946 del suo progetto di trasformare Rommel nell’«eroe del popolo tedesco», per dare allo stesso un modello positivo. Rommel era un candidato ideale, dal momento che il modo in cui morì aveva portato a supporre che non fosse un sostenitore del nazismo. Young aderì a questa visione, veicolando sottilmente l’idea che Rommel servisse il regime, ma non fosse parte di esso. Il risultato, come era prevedibile, fu favorevole, «ai limiti dell’agiografia», secondo lo storico Patrick Major.
L’accoglienza di Rommel: The Desert Fox in Gran Bretagna fu entusiastica: il libro ebbe otto edizioni in un anno. La biografia di Young fu un altro passo verso lo sviluppo del mito di Rommel, con Rommel che appariva come un attivo cospiratore, anche se non con un ruolo di leader. Anche Speidel contribuì, iniziando, fin dai primi anni ’50, a parlare del ruolo di Rommel e di se stesso nel complotto, promuovendo così l’idoneità dello stesso Speidel per un futuro ruolo nella nuova forza militare della Repubblica Federale, la Bundeswehr, e poi nella NATO.
Il libro ebbe anche i suoi detrattori. La recensione di "Time" notava il leggendario prestigio raggiunto da Rommel in vita e citava un’altra critica che descriveva Rommel come «il generale tedesco preferito dall’esercito britannico». Il critico di "Time" concludeva che il libro era «ai limiti dell’idolatria». Citando Ernest Bevin, un noto politico del Partito laburista, la recensione alludeva al libro come a un esempio del «sindacato dei generali» in azione: il Feldmaresciallo Claude Auchinleck, in una prefazione al libro, onorava Rommel «come soldato e come uomo», e il Feldmaresciallo Archibald Wavell lo includeva «tra i pochi eletti, tra i più coraggiosi, i più autentici». Il recensore notava l’evidente ammirazione che Young aveva per i generali tedeschi, e osservava che il libro avrebbe benissimo «potuto essere scritto da uno di loro». 
Richard Crossman, un parlamentare del Partito laburista, obiettò alla visione di Rommel come anti-nazista, scrivendo: «Come nazione, inganniamo noi stessi credendo che esistano due tipi di tedeschi – il Buon Tedesco e il Cattivo Tedesco. I “Cattivi Tedeschi” sarebbero nazisti, militaristi, anti-democratici e perpetratori di atrocità; i “Buoni Tedeschi” sarebbero democratici, pacifisti e veri gentiluomini. Ergo, dal momento che Rommel era un combattente leale, deve essere stato anti-nazista, e uomini come lui sarebbero buoni alleati della democrazia contro i russi».
Lo storico Hugh Trevor-Roper commentò che «il pericolo ora non è che il "nostro amico Rommel" non stia diventando uno stregone o un mostro, ma di farne addirittura un eroe». Sottolineò la precoce vicinanza di Rommel a Hitler; descrisse Rommel come rappresentante della connessione tra il nazismo e la Wehrmacht e il supporto che gli ufficiali tedeschi offrirono alla politica di Hitler e alla guerra di Hitler.

### Rommel, la volpe del deserto, il film
Il film del 1951 The Desert Fox: The Story of Rommel (Rommel, la volpe del deserto), basato sulla biografia di Young, dipinge Rommel in modo comprensivo, come un soldato leale, umano e fermamente opposto alle politiche di Hitler. Il film mette in scena il discusso ruolo di Rommel nella cospirazione contro Hitler, omettendo però il precoce legame di Rommel col dittatore.
Su "The Daily Telegraph", col titolo Rommel: A Flattering and Unconvincing Portrait ("Rommel: un ritratto adulatorio e poco convincente"), il giornalista conservatore Malcolm Muggeridge commentò che il film rappresentava «una tendenza verso la schizofrenia collectiva, considerato che [...] la "cavalleria" verso un generale arrestato non è in ogni caso incompatibile con una politica straniera di perfidia e di brutale disprezzo per l’elementare moralità del comportamento civile». La reazione della critica e del pubblico negli U.S.A. fu pacata, ma il film fu un successo commerciale in Gran Bretagna, così come un film meno conosciuto del 1953, The Desert Rats, in cui James Mason riprendeva la sua interpretazione di Rommel.
Il film ricevette quasi universalmente critiche positive in Gran Bretagna, mentre si verificarono proteste nei cinema a Vienna e in Italia (a Milano e a Bologna). Liddell Hart guardò il film con un gruppo di alti ufficiali britannici e riferì di essere «piacevolmente sorpreso». Patrick Major sostiene che la guerra del deserto fu davvero lo spazio ideale per rendere effettiva la riconciliazione con i vecchi nemici. La storia popolare britannica si focalizzò su quel teatro di guerra, quasi escludendo tutti gli altri. Major dichiara che Rommel, la volpe del deserto ebbe un «effetto catalitico» nel creare un’immagine delle forze armate tedesche accettabile per il pubblico britannico. Rommel fu così integrato con successo nel mito della Wehrmacht pulita.

### The Rommel Papers
Il 1953 vide la pubblicazione degli scritti di Rommel relativi al periodo di guerra, intitolati The Rommel Papers (“Le carte di Rommel”), curati dal giornalista e storico britannico B. H. Liddell Hart, dall’ex ufficiale della Wehrmacht Fritz Bayerlein (che era stato membro dello staff di Rommel in Nordafrica), della vedova e del figlio di Rommel. Il volume aveva un'introduzione e un commento di Liddell Hart.
Lo storico Mark Connelly sostiene che The Rommel Papers fu, assieme alla biografia curata da Young, uno dei due lavori fondamentali che portarono alla «rinascita di Rommel» e alla sua «riabilitazione anglofona». Il libro contribuì a creare la percezione di Rommel come comandante brillante: nell’introduzione Liddell Hart fece una comparazione tra Rommel e Lawrence d'Arabia, «due maestri della guerra nel deserto».
Allo stesso tempo, Liddell Hart aveva un interesse personale nel lavoro: avendo persuaso la vedova di Rommel a includere materiale vantaggioso per lui, poté presentare Rommel come suo allievo quando dovette affrontare la questione della guerra corazzata di movimento. Così la “teoria dell’approccio indiretto” formulata da Liddell Hart fu presentata come precorritrice della Blitzkrieg (“guerra lampo”) tedesca. La controversia fu descritta dallo studioso John Mearsheimer nel suo lavoro The Weight of History ("Il peso della storia"), il quale concludeva che Liddell Hart, «mettendo in bocca parole ai generali tedeschi e manipolando la storia», si era messo nella posizione di mostrare come fosse stato lui alla base del clamoroso successo tedesco del 1940.

### Altre biografie
La tendenza acritica continuò con altre biografie, come Rommel as Military Commander (1968), dell’ex soldato britannico ed autore Ronald Lewin, e Knight’s Cross: A Life of Field Marshal Erwin Rommel (1993, trad. it. 1994), dell’alto ufficiale britannico David Fraser. Queste opere si focalizzavano sulla carriera militare di Rommel, depoliticizzandola e presentandolo esclusivamente come un soldato.
In un altro libro sulla campagna nordafricana, The Life and Death of the Africa Korps del 1977, Lewin scrisse che era «necessario affermare che... la purezza del deserto ha purificato la guerra del deserto», mentre Fraser si concentrava sulla performance in battaglia di Rommel descrivendolo come un eroe. La biografia di Fraser resta un'opera di elevata reputazione: Pier Paolo Battistelli ne ha tessuto le lodi per l'eccezionale risultato nel modo di trattare sia il problema del mito di Rommel, sia la sua vita e la sua carriera in generale. Tuttavia, l’opera è stata criticata dallo storico Mark Connelly per aver «condensato l’approccio agiografico post-1945». Connelly prende l’esempio della descrizione che Fraser fa di Rommel come di uno dei «grandi maestri delle manovre in guerra», la cui personalità «trascende il tempo» e «taglia come una sciabola tra le rovine della storia».
Lo storico Patrick Major sottolinea che un testo recente, il libro del 2002 Alamein: War Without Hate di Colin Smith e John Bierman, porta il nome delle memorie postume di Rommel come sottotitolo. Connelly include opere di Sir John Squire e del Generale Sir John Hackett nella tradizione acritica. In opposizione a ciò, le biografie tedesche, come quella del giornalista Wolf Heckmann, sono molto meno comprensive.

## Gli elementi del mito

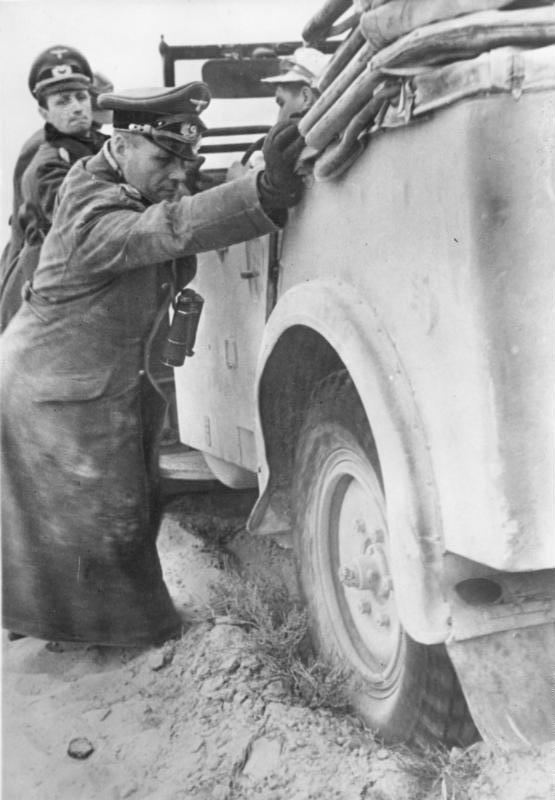
Un'emblematica fotografia di Rommel come "uomo comune" che aiuta i suoi uomini a liberare un'automobile impantanata.

Secondo lo storico Mark Connelly, Young e Liddell Hart costruirono le fondamenta per il mito in ambito anglo-americano, il quale sarebbe composto da tre tematiche: l’ambivalenza di Rommel nei confronti del nazismo; il suo genio militare; l’enfasi sulla natura cavalleresca della guerra in Africa del Nord. I lavori di Young e Liddell Hart supportano l’idea di una “Wehrmacht pulita” e non sono mai stati messi in dubbio essendo stati scritti da autori britannici piuttosto che da revisionisti tedeschi
Secondo Martin Kitchen, «La campagna nordafricana è stata vista di solito come "guerra senza odio" (come nel titolo di un resoconto di Rommel), e dunque come un'ulteriore dimostrazione che l'esercito tedesco non fosse stato coinvolto in sordidi massacri del tipo di quelli perpetrati dalle SS di Himmler. Benché sia vero che le truppe tedesche in Nordafrica abbiano combattuto con grande distinzione e cavalleria [...] è anche vero che, per fortuna della futura reputazione di tali truppe, gli assassini delle SS al loro seguito non ebbero l'opportunità di mettersi all'opera». Kitchen successivamente spiega che le aree desertiche scarsamente popolate non si prestavano alla pulizia etnica; che le forze tedesche non raggiunsero mai l'Egitto e la Palestina, paesi i quali avevano una numerosa popolazione ebraica; e che infine, nelle aree urbane della Tunisia e della Tripolitania, il governo italiano intralciò i tentativi tedeschi di discriminare o di eliminare gli ebrei che fossero anche cittadini italiani. Lo storico Richard J. Evans, tuttavia, sostiene che le vittorie di Rommel «aprirono ai nazisti e ai loro alleati nuove opportunità di applicare su minoranze indifese le proprie dottrine di superiorità razziale», e fa notare che i «trionfi dell'Afrikakorps riversarono terribili sofferenze sulle comunità ebraiche che da lungo tempo risiedevano nelle principali città nordafricane»; nelle colonie francesi occupate dalle forze dell'Asse morirono circa cinquemila ebrei, «pari all'1 per cento del totale, e molte di più sarebbero state le vittime se fosse stato possibile spedirli al di là del Mediterraneo nei campi di sterminio della Polonia occupata».
Il più importante settimanale tedesco, "Der Spiegel", descrive il mito anglo-americano di Rommel come quello di un «combattente gentiluomo, genio militare».
Secondo Watson l’elemento dominante del mito è quello di Rommel "soldato superiore"; il secondo elemento è quello di Rommel "uomo qualunque"; l’ultimo è quello di Rommel "martire". Anche Rosie Goldschmidt Waldeck, scrivendo nel 1943, prese nota dell’immagine del generale che combatteva insieme ai soldati comuni, caratterizzato da una giovinezza inscalfibile e una apparente invulnerabilità.
La storica Sandra Mass considera il mito di Rommel come un culto dell’eroe, una sintesi di tradizioni vecchie e nuove provenienti soprattutto dal (largamente immaginario) passato coloniale tedesco, in particolare dal culto dell’eroe proletario rappresentato da Carl Peters e da quello dall’eroe borghese rappresentato da Paul von Lettow-Vorbeck. Rommel, nel culto dell’eroe a lui dedicato, viene rappresentato sia come cavalleresco che come spietato, giovane e vecchio, duro e gentile, forte e giusto. Calder, Duffy e Ricci sostengono che la brillantezza militare di Rommel abbia provocato una tendenza masochista a romanticizzare un nemico valoroso che, siccome era abile nel suo mestiere, non poteva che essere un eroe anti-nazista..

## Nuove valutazioni
Vari studiosi hanno esaminato l’atteggiamento di Rommel nei confronti del nazismo, i suoi risultati come comandante militare, il suo ruolo nel complotto del 20 luglio 1944 e le sue motivazioni, ottenendo così una varietà di diverse interpretazioni su Rommel e sugli elementi del suo mito.

### Relazione con il nazismo

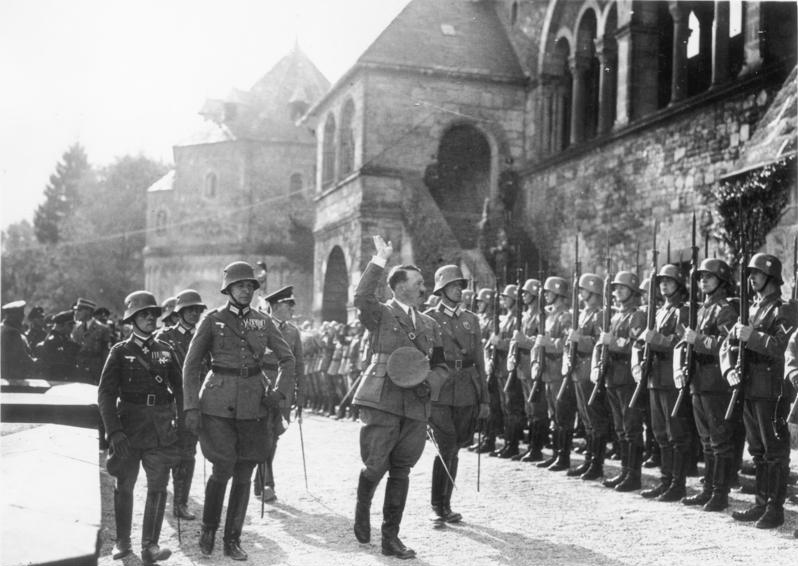
Adolf Hitler, accompagnato da Rommel, ispeziona le truppe a Goslar, 1934. Questo fu il primo incontro fra i due.

Rommel non era membro del Partito nazista; tuttavia come altri ufficiali della Wehrmacht, accolse favorevolmente la presa del potere da parte di Hitler. Nel periodo in cui era di stanza a Goslar, si scontrò con le SA che perseguitavano gli ebrei e con altri che le appoggiavano. Perciò Rommel simpatizzò con Hitler quando questi liquidò le SA, e ritenne che con ciò il peggio fosse passato, benché egli opinasse che, in futuro, Hitler avrebbe dovuto imparare a capire la propria vera forza e astenersi dall’utilizzare metodi illegali.
Lo storico Remy data l’inizio del supporto di Rommel a Hitler a partire dal 1935, evidenziando un discorso in cui Rommel lodava Hitler per aver restituito alla Germania il rispetto di se stessa e per averle aperto la strada verso una pace onorevole e giusta, e per aver inoltre fatto sforzi per alleviare le condizioni delle classi più disagiate. Numerosi storici, come Ralf Georg Reuth, David T. Zabecki, Bruce Allen Watson e Peter Caddick-Adams, affermano che Rommel fu uno dei generali preferiti da Hitler e che la sua stretta relazione con Hitler arrecò benefici alla sua carriera sia prima che durante la Seconda guerra mondiale.
Lo storico Robert Citino descrive Rommel come «niente affatto apolitico» e scrive che egli dovette la sua carriera a Hitler, nei cui confronti il suo atteggiamento fu «adorante»; lo storico Charles Messenger descrive la «crescente ammirazione» di Rommel per Hitler dopo l’invasione della Polonia.
Nigel Hamilton, parlando a una conferenza internazionale sulla Seconda guerra mondiale, definì Rommel «un vero nazista». Le sue simpatie, tuttavia, non si estendevano al Partito nazista; da questo punto di vista egli ebbe un atteggiamento simile a quello di molti altri soldati della Wehrmacht, che (incoraggiati in ciò dallo stesso Hitler) ritenevano erroneamente che l’esercito fosse l’elemento più importante del regime. Rommel mostrò particolare astio per le SA e, più tardi, per le SS, a causa della loro brutalità e per il modo in cui assorbivano risorse e personale.
Lo storico Alaric Searle ricostruisce il precoce coinvolgimento di Rommel nel regime nazista, incluso il suo ruolo di collegamento fra la Gioventù hitleriana e la Wehrmacht. La biografia di Young descrive il ruolo di Rommel in termini strettamente militari e allude a una frattura tra lui e il leader della Gioventù hitleriana, Baldur von Schirach, motivata da ragioni ideologiche. Infatti Rommel propose due volte un piano che avrebbe subordinato la Gioventù hitleriana all’esercito, sottraendola al controllo del Partito nazista. Tale piano andava contro i desideri di Schirach, il che condusse alla tacita rimozione di Rommel dal progetto. Searle considera «palesemente falsa» un’altra affermazione di Young, cioè che l’avvicinamento di Rommel a Hitler fosse dovuto alla lettura da parte di quest’ultimo del libro di Rommel La fanteria attacca e che Hitler avesse voluto incontrare l’autore nell’autunno del 1938. Ciò fa mettere in dubbio anche il resto del lavoro di Young relativamente ai rapporti di Rommel con il dittatore.

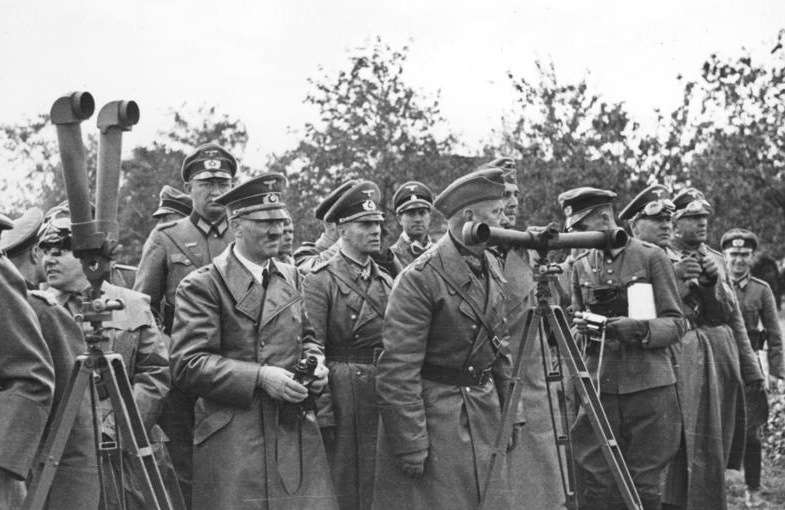
Rommel, alla sinistra di Hitler, in Polonia, settembre 1939. Durante la campagna Rommel godette di una stretta prossimità al dittatore.

Remy osserva che l’episodio in cui Rommel usò i carri armati per proteggere un viaggio di Hitler, che è stato utilizzato da Reuth e Irving per provare che l’attenzione di Hitler per Rommel risaliva al 1936, in realtà avvenne nel 1939. Nel 1936, secondo Remy, Rommel era solo un attore di un elaborato spettacolo per dare il benvenuto a Hitler, e non esiste l’evidenza di un’interazione tra i due.
Searle suppone che Rommel non solo «guardò con favore al regime nazista, ma fu compiaciuto del trattamento preferenziale che gli era riservato», compreso il fatto di avere accesso diretto a Hitler durante l’invasione della Polonia del 1939. Durante la campagna, Rommel operò come comandante del battaglione Führerbegleitbrigade, avente il compito di curare la sicurezza di Hitler e del suo quartier generale. Egli partecipò ai briefing quotidiani di Hitler ed ebbe l’opportunità di colloqui a tu per tu con il dittatore, che citò orgogliosamente nelle lettere alla moglie. Come segnale che «stava perdendo il contatto con la realtà», come sostiene Searle, Rommel scriveva così alla moglie nell’ottobre del ‘39 dalla devastata Varsavia, dove stava organizzando una parata per la vittoria: «Da due giorni non c’è acqua, gas, corrente, cibo. Hanno eretto numerose barricate che bloccano gli spostamenti dei civili ed espongono la popolazione a bombardamenti da cui non possono scappare. Il sindaco stima il numero di morti e feriti in 40.000 [...]. Gli abitanti probabilmente hanno tirato un sospiro di sollievo quando siamo arrivati a soccorrerli».

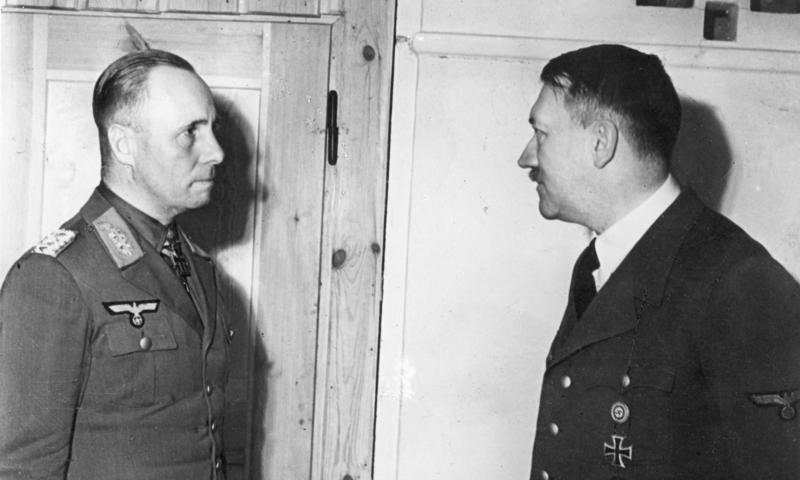
Rommel e Hitler nel 1942. Secondo Rick Atkinson, Rommel era conosciuto come "il maresciallo del Führer".

Nel 1939, Rommel, superando altri alti ufficiali, ricevette da Hitler una promozione a Generalmajor. Showalter sottolinea che anche in questa fase iniziale, Hitler già considerava Rommel come un modello in cui si fondeva il vecchio e il nuovo ordine tedesco. Sempre grazie all’appoggio di Hitler, Rommel successivamente ottenne il comando di una divisione corazzata, nonostante l'opposizione dell’ufficio personale dell’esercito, che gli aveva offerto di comandare una divisione di montagna. La condotta non professionale di Rommel fu notata dai colleghi e alimentò la sua crescente reputazione di essere uno dei comandanti preferiti del Führer. Dopo la capitolazione della Francia, Rommel spedì a Hitler un diario speciale della Settima divisione e ricevette una lettera di ringraziamento. In realtà, all’insaputa di Rommel, Hitler diede a malapena una scorsa al diario e la lettera venne scritta da un assistente. Remy sottolinea questo episodio per mostrare come Hitler non considerasse Rommel una persona particolarmente significativa.
Quando, nell’estate del 1942, Rommel fu preso in considerazione per la nomina a Comandante in capo dell’esercito, Goebbels scrisse nel suo diario che Rommel «è ideologicamente solido, non prova solo simpatia per il Nazionalsocialismo. È un nazionalsocialista: è un leader militare con il dono dell’improvvisazione, è coraggioso e ha una straordinaria inventiva. Questo è il tipo di soldati di cui abbiamo bisogno».
Rommel «esercitò un’influenza quasi ipnotica su Hitler», secondo Albert Kesselring, e un altro collega lo chiamò «il maresciallo del Fuhrer». Lo scrittore americano Rick Atkinson concluse che Rommel «a suo modo era leale, ma fu attratto da Hitler come la limatura di ferro da una calamita [...] Hitler era il bastione contro il bolscevismo: così disse Rommel agli ufficiali del suo staff». Nonostante questa stretta relazione, non era però al corrente delle più basilari informazioni sul piano strategico tedesco: «Rommel non sapeva che schiacciare l’Unione Sovietica e conquistare enormi territori all’est erano la pietra angolare di questo piano. Rommel non capì che Hitler non vedeva alcun conflitto di interessi tra la Germania e la potenza marittima inglese, che anzi sperò di trasformare in alleata». Inoltre fu avvisato solo una settimana prima del fatto che si stava per lanciare l’attacco alla Polonia. Messenger sostiene che l’atteggiamento di Rommel verso Hitler cambiò solo dopo l’invasione alleata della Normandia, quando capì che la guerra non poteva essere vinta.
Lo storico Thomas Vogel ritiene che Rommel non fosse un nazista (se si usa la definizione che gli stessi nazisti diedero di se stessi), considerando che egli fece tutto ciò che era in suo potere per rendere nuovamente forte il suo paese, ma non mostrò mai favore verso la politica razziale o altri aspetti del regime.

### Comandante di livello operativo e strategico

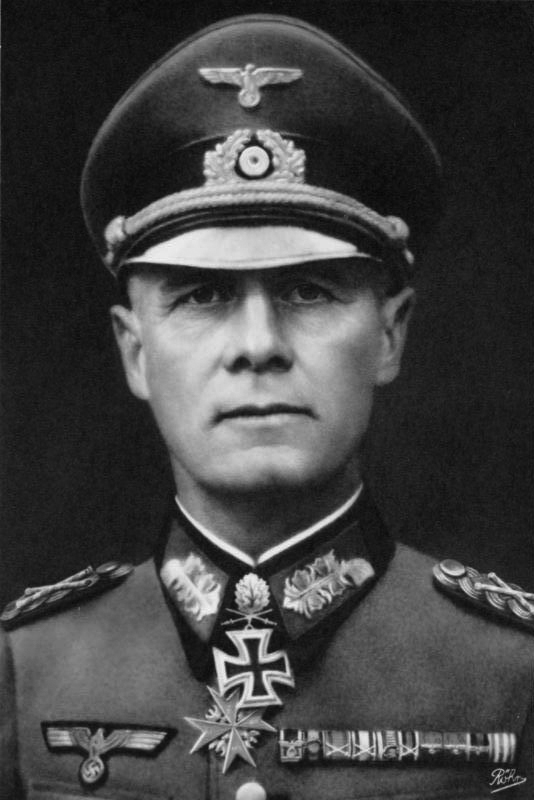
Rommel nel 1942

Personalità militari e politiche britanniche contribuirono alla sua immagine eroica, quando Rommel riprese, nel gennaio 1942, l’offensiva contro le forze britanniche indebolite dal reimpiego in Estremo Oriente. Parlando di fronte al Parlamento, Churchill affrontò il problema delle sconfitte britanniche e descrisse Rommel come uno «straordinario avversario, audace e intelligente» e un «grande comandante di campo». La tendenza continuò dopo la guerra in seguito alla pubblicazione di The Desert Fox, dove si ipotizza che gli ufficiali di Stato Maggiore come Wilhelm Keitel, Alfred Jodll e Franz Halder, che si opponevano alla strategia di Rommel, avessero altre motivazioni per denigrarlo (Simon Ball notava anche che furono gli unici nell’Occidente del dopoguerra ad aver interesse a diffamare Rommel, che non era mai stato uno di loro). Gli ex avversari militari in Gran Bretagna descrivevano Rommel come un comandante brillante e combattente della resistenza, il “buon tedesco”, mentre un alto ufficiale paragonava Rommel al leggendario generale Belisario. L’encomio portò l’ex vice di Bernard Montgomery, Brian Horrocks, a sostenere nel suo articolo del 1950 The Rommel Myth Debunked che l'Ottava Armata britannica sconfisse l’Afrika Korps di Rommel «onestamente». Nel 1977, Martin van Creveld iniziò la rivalutazione dell’influenza di Malta sulla situatione dei rifornimenti e concluse che Rommel fu in gran parte responsabile per i suoi problemi (causati da linee di rifornimento troppo estese che impedivano all’Afrika Korps di ricevere le provviste dagli italiani in quantità adeguate). Secondo Creveld, la capacità dei porti libici era troppo piccola e le distanze da superare troppo grandi per far sì che Rommel potesse avanzare un piano più ambizioso di quello originale di Hitler di difendere un’area limitata.
Alcuni storici moderni, come Larry T. Addington, Niall Barr e Robert Citino, sono scettici sulla figura di Rommel come comandante di livello operativo, a prescindere da quello strategico, e ne evidenziano la mancata comprensione della situazione strategica tedesca, il fraintendimento dell’importanza relativa di questo scenario per il comando supremo tedesco, la scarsa comprensione delle realtà logistiche, e, secondo lo storico Ian Beckett, la «propensione ad andare a caccia di gloria»”. Secondo Citino, i limiti di Rommel come comandante operativo hanno materialmente contribuito alla rovina finale delle forze dell’Asse in Nord Africa, mentre Addington si concentra sulla disobbedienza di Rommel e la sua lotta per la strategia in Nord Africa, a causa delle quali il brillante successo iniziale ebbe infine «effetti catastrofici» per la Germania in questo scenario di guerra.
Lo storico Geoffrey P. Megargee definisce Rommel «abile leader tattico», ma sottolinea le sue manovre per mettere le strutture di comando tedesche e italiane una contro l’altra a suo vantaggio. Rommel usava la confusa struttura dell’OKW (Comando Supremo della Wehrmacht), l’OKH (Comando Supremo dell’Esercito) e il Comando Supremo Italiano per ignorare gli ordini che non approvava o per appellarsi a qualsiasi autorità ritenesse più sensibile alle sue richieste. Rommel spesso si rivolgeva direttamente a Hitler per le sue necessità e preoccupazioni, approfittando del favoritismo che il Führer mostrava nei suoi confronti e alimentando la sfiducia dell’Alto Comando tedesco verso di lui.
Anche alcuni professionisti militari hanno contestato l’abilità di Rommel a livello operativo. Mentre quasi tutti riconoscono le sue eccellenti capacità tattiche e il suo coraggio personale, molti ufficiali arrivano ad accreditare l’idea che fosse «probabilmente il più sopravvalutato comandante di un esercito della storia mondiale» (così scrive il general maggiore americano e storico militare David T. Zabecki dell’Istituto Navale degli Stati Uniti, citando l’opinione di Wolf Heckmann). Zabecki fa notare che le brillanti mosse tattiche di Rommel erano logisticamente insostenibili, e questo portò alla sconfitta strategica finale. Sempre secondo Zabecki fu importante anche la tendenza di Rommel all'insubordinazione, in quanto essa condusse a un rovinoso uso improprio delle risorse nel momento in cui Rommel passò sopra la testa del suo superiore, Albert Kesselring, per appellarsi direttamente a Hitler affinché fosse approvata la sua idea di attaccare l'Egitto invece di occupare Malta, come invece stavano progettando Kesselring e l'OKW. Il Generale Klaus Naumann (che è stato in servizio nella Bundeswehr), è d’accordo con Charles Messenger sul fatto che Rommel avesse problemi a livello operativo, e dichiara che la sua violazione del principio del comando unitario, scavalcando la catena di comando in Africa, fu inaccettabile.
Alcuni storici, come Zabecki e Peter Lieb, discutono l’assenza di Rommel dalla Normandia nel giorno dello sbarco degli Alleati, il 6 giugno 1944. Rommel aveva lasciato la Francia il 5 giugno ed il 6 era a casa a festeggiare il compleanno di sua moglie. Aveva in programma, o almeno questo sosteneva, di andare a visitare Hitler il giorno seguente per discutere della situazione in Normandia. Zabecki definisce la sua decisione di lasciare il campo in vista dell’invasione imminente «un’incredibile mancanza di responsabilità».
Autori più comprensivi sottolineano le situazioni complesse che Rommel dovette affrontare. Brian Hanley, dell’USNI (United States Naval Institut), osserva che Rommel era già sconfitto nel momento del suo arrivo in Africa, considerando che le truppe alleate erano più numerose dell’Afrika Korps e che lavoravano sotto una catena di comando molto più diretta, mentre gli ordini da Berlino al Nord Africa restavano raramente confidenziali. Hanley considera il modo in cui Rommel mise le autorità tedesche e italiane l’una contro l’altra come un espediente da lui utilizzato per trasformare gli ostacoli in vantaggi; Hanley asserisce inoltre che Rommel creò ripetutamente miracoli operativi i quali resero, nel 1942, lo scenario africano un investimento strategico appetibile. Allo stesso modo, secondo Hanley, se Rommel non si fosse mosso, le forze del nemico si sarebbero accumulate, mentre le sue, dipendenti da una linea di rifornimento incerta, sarebbero diminuite; perciò Rommel doveva fare in modo che il sistema di rifornimenti dei britannici non ostacolasse le sue possibilità logistiche.
Samuel W. Mitcham sottolinea che le forze tedesche di Rommel in Africa erano talmente inferiori che solo il fatto che l’esito sia stato in dubbio, dà la misura del suo genio. Mitcham riconosce Rommel più come «un maestro della guerra di movimento», ma ritiene che, dall’invasione della Normandia nel 1944, aveva sviluppato «un astuto senso della strategia». Daniel Allen Butler scrive che se Rommel non aveva ufficialmente una formazione strategica, seppe trasformare sé stesso in uno stratega, in grado di cogliere opportunità che altri non vedevano. Da comandante compulsivo che metteva a rischio il suo proprio comando e i piani dei suoi superiori in Africa, si rese conto che era l’esercito dell’avversario l’obiettivo principale e non il mero controllo del territorio. Butler scrive che non è giusto biasimare Rommel, considerando che era stato tenuto all’oscuro dell’Operazione Barbarossa; egli inoltre pone in questione la necessità per Rommel di obbedire alla strategia dei suoi superiori, considerando che Hitler non ebbe mai una strategia coerente.
Altri come Stroud, Krause e Phillips affermano che anche la temerarietà e la disobbedienza di Rommel durante l’invasione della Francia avvantaggiarono la causa tedesca, salvando i volubili obiettivi di Hitler e applicando nella realtà il concetto di blitzkrieg (“guerra lampo”); fu invece Hitler che declassò la vittoria strategica a vittoria operativa. Secondo Alan J. Levine, contrariamente all’accusa di essere solo un genio tattico senza una buona comprensione della logistica, Rommel fu un pensatore più brillante di molti suoi colleghi (come si vede dalle sue valutazioni delle azioni in corso), e sebbene fosse il più disfattista generale tedesco, fu in grado di mostrare allo stesso tempo una sorprendente energia nella costruzione della difesa in Normandia.
MacGregor Knox, le cui opere si basano in gran parte su fonti italiane, sostiene che piuttosto che su debolezze tecniche e mancanza d’esperienza, l’efficacia in guerra dipende essenzialmente dalla cultura, dallo stile di comando e dall’ethos, che generano immaginazione tecnologica e incidono sull’organizzazione. Knox sottolinea che le poche unità mobili italiane che combattevano con l’Afrika Korps traevano vantaggio dal comando di Rommel, che le aiutava nei rapidi cambi di situazione in una guerra senza un fronte fisso, nonostante le interferenze di Ettore Bastico. Marvin Knorr esprime una visione empatica del comportamento di Rommel verso lo Stato Maggiore; egli sostiene che la loro condotta verso gli ufficiali di medio rango come lui rendevano comprensibile che Rommel fosse diffidente nei loro confronti; inoltre Rommel sospettava che gli ufficiali che gli mandavano lo avrebbero denunciato o avrebbero provato a prendere il suo posto. Nonostante ciò, Rommel arrivò a fidarsi di alcuni ufficiali di Stato Maggiore, come Friedrich von Mellenthin e Siegfried Westphal, che diedero prova di talento e lealtà. Rick Atkinson riconosce l’«audacia, genialità tattica e stile personale» di Rommel, rimarcando anche «un’inspiegabile abilità a dominare le menti dei suoi avversari».
Alcuni autori come Boog e Lewin sostengono che le statistiche di Creveld riguardo alle perdite di provviste sono corrette e le grandi distanze erano effettivamente un grosso problema; tuttavia, secondo questi autori, il fallimento della linea di rifornimento via mare restava un fattore decisivo perché le forniture operative spesso non arrivavano nei momenti decisivi delle campagne. Douglas Austin sottolinea che la capacità generale dei porti di Tobruk e Bengasi era effettivamente sufficiente e che le intercettazioni di Enigma, recentemente pubblicate, mostrano che fu il volume delle perdite in mare (e non durante lo scarico e il trasporto verso la seconda linea) ad avere il maggior impatto sulle decisioni di Rommel come anche su quelle di altri comandanti tedeschi, come Kesselring. Levine rigetta la scarsa capacità portuale e la mancanza di veicoli per il trasporto come debolezza critica dell’Afrika Korps, citando prove raccolte sull’intelligence britannica da Hinsley e Bennett. Altri sottolineano la dipendenza di Rommel dalle risorse catturate per compensare le linee di rifornimento instabili e gli impegni non mantenuti (dal 1942, l’85% dei suoi trasporti si svolgevano su veicoli catturati). Butler afferma che il mito della cattiva gestione della logistica di Rommel è il risultato di voci messe in giro da Halder.

### Ruolo nel complotto del 20 luglio
L’entità del coinvolgimento di Rommel nella resistenza dei militari tedeschi contro Hitler e nel complotto del 20 luglio 1944 è difficile da accertare, in quanto le persone direttamente coinvolte non sopravvissero, e la documentazione superstite circa i piani dei cospiratori è scarsa. Perciò il ruolo di Rommel continua a risultare ambiguo, e la percezione di esso ha la sua fonte principale negli eventi successivi (particolarmente nel suicidio forzato di Rommel) e nei resoconti postbellici dei partecipanti sopravvissuti.
Secondo un resoconto di Karl Strölin (che all’epoca dei fatti era Oberbürgermeister di Stoccarda), risalente a dopo la guerra, egli e altri due cospiratori, Alexander von Falkenhausen e Carl Heinrich von Stülpnagel, all’inizio del 1944 intrapresero il tentativo di condurre Rommel all’interno della cospirazione contro Hitler. Il 15 aprile 1944 il nuovo capo dello staff di Rommel, Hans Speidel, giunse in Normandia e ripresentò Rommel a Stülpnagel. Speidel era stato precedentemente in contatto con Carl Goerdeler, il leader civile della resistenza, ma non era in contatto con i cospiratori guidati da Stauffenberg, e fu preso in considerazione da Stauffenberg per via della sua posizione nel quartier generale di Rommel. I cospiratori ritenevano di avere necessità del supporto di un feldmaresciallo in servizio attivo, e diedero istruzioni a Speidel di condurre Rommel all’interno della loro cerchia.
Speidel si incontrò con Strölin e con l’ex ministro degli esteri Konstantin von Neurath il 27 maggio in Germania, apparentemente su richiesta di Rommel, benché quest’ultimo non fosse presente alla riunione. Neurath e Strölin proposero di aprire immediati negoziati per una resa con i nemici sul fronte occidentale, e, secondo Speidel, Rommel concordò in ulteriori discussioni e preparativi. Comunque nello stesso periodo i cospiratori a Berlino non erano a conoscenza della supposta decisione di Rommel di prendere parte alla cospirazione. Infatti il 16 maggio essi informarono Allen Dulles (attraverso il quale speravano di negoziare con gli occidentali) che non si poteva contare sul supporto di Rommel.
Rommel si opponeva all’uccisione di Hitler. Dopo la guerra la sua vedova dichiarò che Rommel riteneva che un tentativo di assassinio avrebbe dato l’avvio a una guerra civile. Secondo lo storico Ian Beckett «non vi è nessuna prova credibile che Rommel avesse qualcosa di più di una conoscenza limitata e superficiale del complotto»; egli conclude che Rommel in ogni caso non avrebbe aiutato i cospiratori del 20 luglio. Secondo Ralf Georg Reuth, «non c’è indicazione alcuna di un’attiva partecipazione di Rommel alla cospirazione». Lo storico Richard J. Evans sostiene che Rommel sapeva del complotto, ma era contrario ad esso.
I risultati del fallito complotto non costituiscono materia di dibattito per gli storici. Molti cospiratori furono arrestati e la retata colpì migliaia di persone. Di conseguenza non ci volle molto perché Rommel venisse anch’egli sospettato, partendo dagli indizi che le SS ottennero da Stülpnagel, che menzionò Rommel nel delirio susseguente al proprio tentato suicidio.
Rommel fu menzionato anche dal consigliere personale di Stülpnagel, Caesar von Hofacker, nelle sue confessioni, e fu incluso da Goerdeler in una lista di potenziali sostenitori. L’autore e regista Maurice Philip Remy scoprì un appunto di Martin Bormann, capocancelleria del partito nazista, datato 28 settembre 1944, in cui lo stesso Bormann dichiarava che «l’ex generale Stülpnagel, l’ex colonnello Hofacker, il luogotenente colonnello Rathgens (nipote del già giustiziato Kluge) ed altri accusati ancora vivi, hanno tutti testimoniato che il feldmaresciallo Rommel faceva parte del quadro; Rommel aveva concordato che egli sarebbe stato a disposizione del nuovo governo dopo che il complotto avesse avuto successo».
Secondo alcune conversazioni intercettate fra generali tedeschi prigionieri dei britannici, pubblicate dallo storico Sönke Neitzel, l’ex comandante della Quinta armata corazzata, generale Heinrich Eberbach, il 15 settembre 1944 dichiarò che Rommel in Normandia gli aveva detto (pochi giorni prima che il complotto avesse luogo) che Hitler e il suo entourage avrebbero dovuto essere uccisi, perché la Germania avesse una qualche possibilità di terminare la guerra con un esito soddisfacente.
Riassumendo le scoperte storiografiche degli anni 2000 sul ruolo di Rommel nel complotto del 20 luglio, Peter Lieb conclude che Rommel «non giocò alcun ruolo nella fase preparatoria del complotto contro Hitler, e non sappiamo quale carica egli avrebbe dovuto assumere dopo che il complotto avesse avuto successo. Perciò il feldmaresciallo non fece sicuramente parte della cerchia più interna dei cospiratori del 20 luglio. Allo stesso tempo, comunque, egli fu più che un semplice simpatizzante e pagò con la vita per questo. Di conseguenza egli merita, nella resistenza dei militari contro Hitler, un posto di maggior rilievo di quello che gli è stato recentemente riconosciuto nell’accademia e nell’opinione pubblica».

### Analisi delle motivazioni

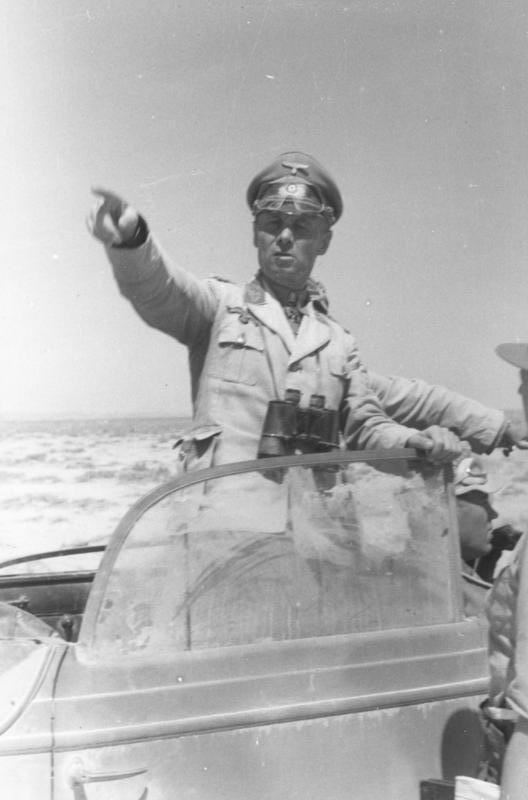
Rommel in posa per una foto di propaganda in Nordafrica. Secondo Klaus Naumann, «Rommel fu usato dal regime nazista per creare un mito. Egli tollerò questo uso, avendo egli stesso una forte dose di ambizione e vanità personale».

Rommel era un uomo ambizioso che ottenne vantaggi dalla sua vicinanza con Hitler e accettò volontariamente la campagna di propaganda organizzata per lui da Goebbels. Nell'esercito cercò di creare parita di condizioni per i non nobili, sostenne il militarismo e un forte Impero Germanico, seguendo il principio di trattare le persone esclusivamente in base ai loro meriti. Non dimostrò odio per le persone di rango nobile, e in realtà rappresentò nelle sue caratteristiche personali quasi un ritorno ai cavalieri medievali, mostrandosi ben informato sugli antichi costumi della cavalleria, cosa che contribuì ad attirare l'attenzione degli inglesi, che videro in lui un archetipo romantico. Rommel si definì come un tradizionalista relativamente all'etica militare e un modernista relativamente alle tecniche di guerra. Alcuni autori sottolineano come Rommel cercasse gloria militare e riconoscimento personale soprattutto da parte di Hitler, sul quale, secondo Watson, egli proiettava la sua idea della volontà del popolo tedesco.
Numerosi contemporanei notarono la vanità di Rommel. Nel memorandum riguardante il tradimento di Rommel, Martin Bormann osservava: «Si fotografava dall'alba al tramonto... È così vanitoso da non portare nemmeno gli occhiali» (Rommel era miope da un occhio e presbite dall'altro). Alcuni autori moderni, quali Storbeck, sono più comprensivi. Egli ritiene che la vanità che veniva percepita in Rommel si sviluppò come una reazione alle pressioni dei colleghi aristocratici ed altoborghesi nei suoi confronti. Lo psicologo Norman F. Dixon valuta che, sebbene Rommel mostrasse verso Hitler un'ammirazione che più avanti svanì, non mostrò mai la pulsione a sottomettersi ad autorità più alte o a forti figure paterne, considerando che, se fosse stato un tipo di persona simile, non si sarebbe mai esposto come fece e non si sarebbe mai arrischiato a scontrarsi con persone come Himmler, Keitel o Jodl.
Messenger fa notare che Rommel aveva molte ragioni per essere riconoscente a Hitler, inclusa la sua intercessione per fargli avere il comando di una divisione corazzata, il fatto di averlo elevato al rango di eroe nazionale e il continuo interesse e supporto nei suoi confronti da parte del dittatore. Remy ritiene che la devozione a Hitler si approfondì più di quanto qualsiasi gratitudine possa spiegare e che Hitler divenne la fonte di motivazione di Rommel. Alcuni, come Randall Hansen, mettono in luce le somiglianze tra il background dei due e fra le loro rispettive personalità, somiglianze che facilitarono i loro rapporti, mentre altri, come Richard Overy, ritengono che Hitler fosse affascinato da Rommel perché quest'ultimo era tutto ciò che Hitler non era. Lo studioso di scienze politiche Roland Detsch, in una recensione del libro di Maurice Remy, commenta che, nonostante gli sforzi di Remy, la strana relazione tra Hitler e Rommel rimane difficile da capire. Wolfram Pyta segnala che Hitler non pose in competizione la propria immagine di leader di guerra con quella di Rommel, in quanto i due erano perfettamente complementari. Erano simili nel senso che erano gli unici con una certa presenza culturale e portatori di argomenti sui quali veniva costruita la metanarrazione della società tedesca; perciò Rommel era l'unico generale tedesco che avrebbe avuto la capacità di sfidare il dominio di Hitler, se solo avesse attraversato il Rubicone del suo mondo militare «apolitico fino all'osso» e avesse sviluppato una visione seria e critica delle idee politiche di Hitler. Comunque Rommel stesso, secondo Pyta, era caduto vittima del carisma di Hitler quasi fino alla fine.
Caddick-Adams scrive che Rommel, raffigurato nel corso degli anni in una varietà di modi diversi e contrastanti, era in realtà «un uomo complicato e dalle molte contraddizioni», mentre Beckett nota che «il mito di Rommel si è dimostrato notevolmente resiliente» e che c'è bisogno di altro lavoro per inserirlo in un contesto storico appropriato. Zabecki conclude che «il cieco culto dell'eroe [...] non fa che distorcere le vere lezioni che potrebbero essere apprese dalla sua carriera e dalle sue battaglie», mentre Watson nota che la leggenda è stata un «diversivo» che ha oscurato l'evoluzione di Rommel come comandante militare e il suo mutevole atteggiamento verso il regime che egli serviva.
John Pimlott scrive che Rommel era uno straordinario comandante militare che ha ampiamente meritato la sua reputazione come massimo esponente della guerra di movimento, ostacolato da fattori che non poteva controllare, sebbene spesso avesse accettato grandi rischi e fosse frustrato quando era costretto alla difensiva. D'altra parte Pimlott critica Rommel per essere stato in disaccordo con Hitler solamente per ragioni strategiche e, mentre ammette che Rommel diede un aspetto cavalleresco alle sue battaglie in Africa, evidenzia come ciò non possa essere usato per ignorare le responsabilità di Rommel per aver sostenuto la causa nazista con vigore. Williamson Murray e Allan R. Millett opinano che Rommel, contrariamente alle opinioni secondo cui era soltanto un comandante tatticamente competente, in realtà sul campo di battaglia fu il più eccellente comandante della guerra, dimostrando una visione strategica realistica, nonostante mantenesse un controllo minimo sulla strategia. Essi tuttavia sottolineano che, «come virtualmente l'intero corpo degli ufficiali tedeschi», anche Rommel era un convinto nazista.
Cornelia Hecht, l'autrice della mostra del 2008 intitolata Mythos Rommel e di un libro dallo stesso titolo, spiega che, nonostante le vaste ricerche, è difficile vedere chi fosse veramente Rommel sotto tutti gli strati del mito. Hecht commenta che non era suo desiderio descrivere Rommel come un combattente della resistenza, sebbene egli abbia dato supporto al tentativo di assassinare Hitler. 
Patrick Major descrive Rommel come una persona che supportò il regime fin che esso gli servì, un «compagno di viaggio più che un criminale di guerra». 
Riassumendo la carriera di Rommel in un'intervista del 2012 con la Reuters, lo storico Sönke Neitzel affermò: «Da una parte egli non commise crimini di guerra, almeno a quanto ne sappiamo, e ordinò la ritirata a El Alamein contravvenendo agli ordini di Hitler. Ma causò un gran numero di perdite tedesche ovunque e fu un servitore del regime. Egli non è stato esattamente un fulgido liberale o un socialdemocratico. Più di tutto era interessato alla propria carriera».
Lo storico Reuth osserva che l'immagine tedesca moderna di Rommel (un risultato della Historikerstreit degli anni '80 e dei dibattiti sulle colpe di guerra degli anni '90), come descritta segnatamente da Maurice Remy, è sia di un nazionalsocialista che di un eroe della resistenza. Reuth suggerisce che «Rommel non era né uno, né l'altro. Non capì né il nazionalsocialismo, né la resistenza ad esso. Come milioni di tedeschi, seguì Hitler nel disastro, e così facendo pensò che stava solo facendo il suo dovere».

## Storiografia
Sebbene il suo lavoro sia ormai complessivamente screditato per via del suo negazionismo dell'Olocausto, David Irving è riconosciuto come l'autore che avviò la nuova valutazione di Rommel. Fu il primo studioso a poter accedere a molte lettere private di Rommel, e i suoi risultati misero in dubbio l’immagine di Rommel come «cavalleresco combattente per la resistenza». La sua biografia, tuttavia, è stata criticata da autori come Mitcham, Dowe e Hecht perché accusata di rappresentare falsamente il suo soggetto o di aver manipolato le fonti primarie, e anche di avere inventato delle presunte citazioni letterali che avevano lo scopo di rappresentare Hitler sotto una luce migliore.
Lavori come il documentario (e il libro omonimo) del 2002, Mythos Rommel, di Remy, e il libro del 2004 Rommel: Das Ende einer Legende (pubblicato in inglese nel 2005 con il titolo Rommel: The End of a Legend) scritto dallo storico tedesco Ralf Georg Reuth, hanno tenuto viva la discussione su Rommel e il suo mito. Nel dibattito ininterrotto su Rommel e la sua eredità, Christopher Gabel critica il documentario Rommel’s War (realizzato dagli storici Jörg Müllner e Jean-Cristoph Caron) perché farebbe uso di false analogie allo scopo di dimostrare che Rommel fosse un criminale di guerra "per pactum sceleris"; sempre secondo Gabel, però, tale documentario non fornirebbe alcuna prova del fatto che Rommel sapesse dei crimini compiuti nella sua area operativa. Secondo Matthias Stickler, gli attacchi all’integrità di Rommel e i tentativi di collegarlo ai crimini di guerra, inaugurati «da parte giornalistica» negli anni ‘90, sarebbero stati largamente smentiti da ricerche rigorose, nonostante siano stati costantemente riproposti e aggiornati da alcuni autori e dai loro epigoni. Stickler riconosce che sia Remy che Reuth offrono possibili spiegazioni per l’evoluzione caratteriale di Rommel.
Numerosi autori di lingua inglese usano il “mito di Rommel” in maniera ambigua. Tra questi Bruce Allen Watson, il quale afferma che «la maschera che indossava rifletteva la genuina pluralità dell’uomo», o Jill Edwards, il quale sostiene che, sotto tutti gli strati che gli storici hanno rimosso o aggiunto, ciò che rimane è sufficiente per qualificare Rommel come un grande – sebbene controverso – comandante militare. 
Altri autori menzionano e descrivono il mito come un fenomeno o difficile da accertare, oppure come fondato su un nucleo di realtà. Tra questi: Pier Paolo Battistelli, Randall Hansen, Ian Baxter, T.L. McMahon, Brighton, Rosie Goldschmidt Waldeck, Mitcham, Charles F. Marshall, Majdalany, Latimer e Showalter.
Un autore tedesco che usa la parola "mito" in maniera critica è Ralph Giordano, che nel suo libro omonimo descrive il fenomeno come una «falsità della tradizione», sostenendo che l’immagine di Rommel sia stata usata come calco per il culto guerriero della Bundeswehr. Sir David Hunt si descrive come un critico della mitologia di Rommel. Se da un lato ha «la più alta opinione del suo carattere», la sua impressione di Rommel come comandante è quella di un cavaliere impetuoso che scommise forte e alla fine perse. Altri autori sostengono che le narrazioni popolari su Rommel costituiscano un mito fuorviato o deliberatamente falsificato. Tra questi James Sadkovich, che critica sia il supposto genio militare di Rommel che il trattamento riservato agli alleati italiani, ma anche James Robinson, Martin Kitchen, Alaric Searle, Robert Citino, Ralf Georg Reuth, Kenneth Macksey.

## Controversie sul suo ruolo moderno come figura modello per la Bundeswehr

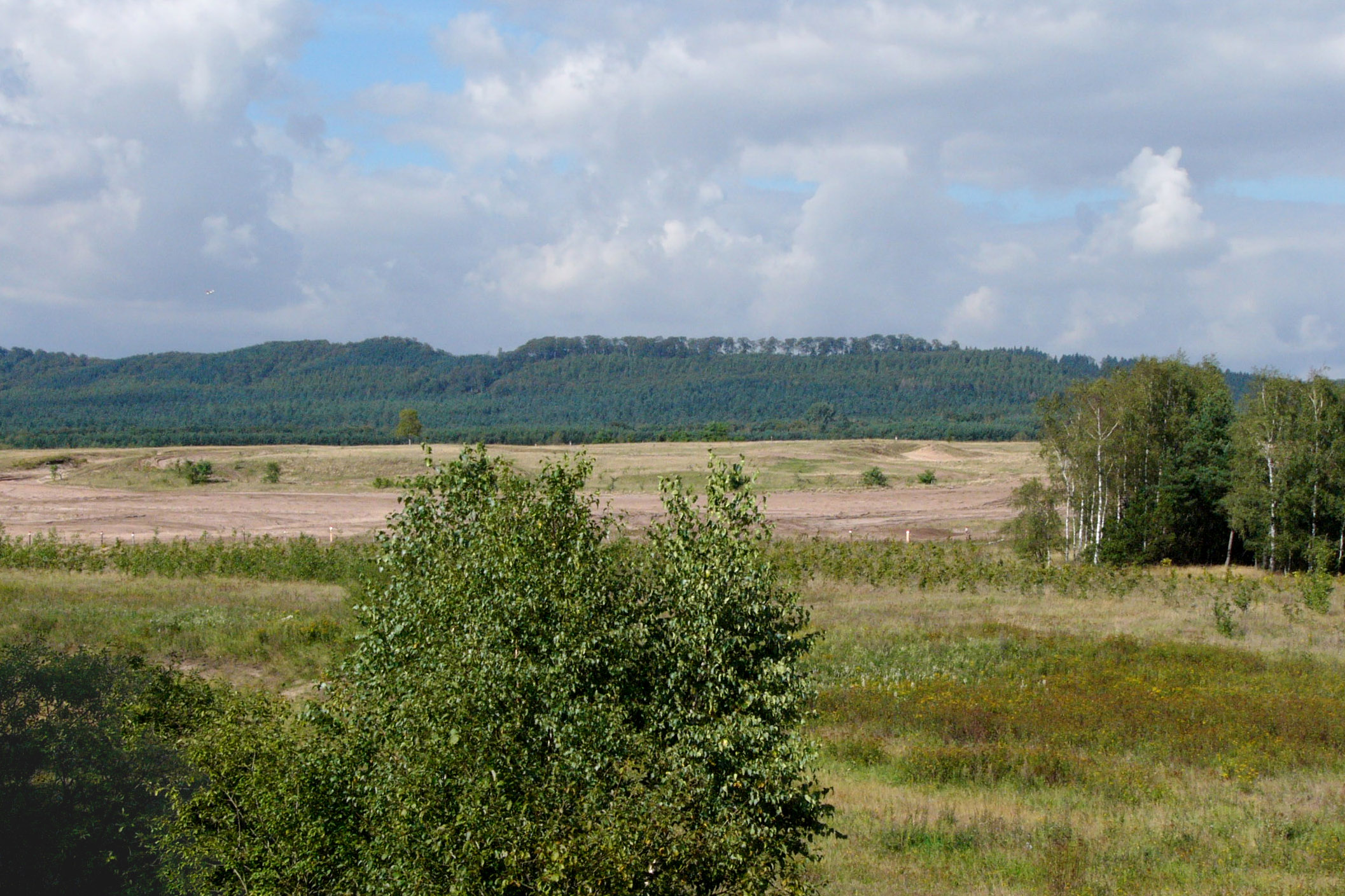
Il campo d’addestramento della Generalfeldmarschall-Rommel-Kaserne (Caserma Feldmaresciallo Rommel); sullo sfondo, la Foresta di Teutoburgo, solitamente associata ad Arminio. I critici notano che la fusione delle due figure, rappresentata dal posizionare un ritratto di Rommel e una statua di Arminio assieme nell’edificio principale, sembra combinare culti germanici e venerazione verso la Wehrmacht.

Numerosi critici considerano discutibile la reverenza verso Rommel da parte della Bundeswehr, che lo vede come sua principale figura modello. Pur riconoscendo il suo grande talento di condottiero, essi evidenziano parecchi problemi come il coinvolgimento di Rommel con un regime criminale, la sua ingenuità politica o il fatto che non possa insegnare alla società valori moderni come la democrazia, il pacifismo, il pensiero critico o il femminismo. Lo scienziato politico Ralph Rotte invoca la sua sostituzione con Manfred von Richthofen. Cornelia Hecht argomenta che, qualunque sia il giudizio che la storia darà su Rommel (che è stato l’idolo della Seconda Guerra Mondiale così come una figura di conciliazione della Repubblica post-bellica), sia ormai tempo che la Bundeswehr poggi sulle proprie tradizioni e storia e non su un comandante della Wehrmacht. Jürgen Heiducoff, un ufficiale della Bundeswehr in pensione, scrive che il mantenimento del nome della Caserma Rommel e la definizione di Rommel come un combattente della resistenza sono una capitolazione a tendenze neonaziste. Heiducoff concorda con i generali della Bundeswehr che Rommel è stato uno dei più grandi strateghi e tattici, sia in teoria che in pratica, vittima dell’invidia dei suoi colleghi contemporanei, ma sostiene che un tale talento per la guerra aggressiva e distruttiva non lo renda un modello valido per la Bundeswehr, che è un esercito principalmente difensivo. Heiducoff critica i generali della Bundeswehr per aver esercitato pressioni sul Ministero della Difesa affinché decidesse a favore di un uomo che essi ammirano apertamente. La posizione del Partito dei Verdi è che Rommel non sia stato un criminale di guerra ma che, avendo egli avuto comunque legami con crimini di guerra, non possa essere considerato una figura modello per la Bundeswehr.
Lo storico Michael Wolffsohn appoggia la decisione del Ministero della Difesa di proseguire nei riconoscimenti a Rommel, sebbene egli ritenga che ci si debba concentrare sulla fase finale della vita di Rommel, quando Rommel iniziò a pensare con maggiore serietà alla guerra e alla politica. Wolffsohn ritiene anche che tali riconoscimenti abbiano l'effetto non voluto e non auspicabile di promuovere l'immagine di un soldato umanitario e spericolato, il che - secondo questo autore - sarebbe poco utile per la Bundeswehr. 
Secondo autori come Ulrich vom Hagen e Sandra Mass, però, la Bundeswehr (così come la NATO) spalleggia deliberatamente le idee di guerra cavalleresca ed esercito apolitico associate a Rommel. Secondo Cornelia Hecht, la Bundeswehr crede che i principi «cavallereschi e di giustizia», che Rommel ha incarnato più di ogni altro generale della Wehrmacht, siano virtù militari senza tempo. A una conferenza ministeriale che sollecitava opinioni sulla questione, il generale olandese Ton van Loon ha consigliato al Ministero il punto di vista per cui, sebbene ci possano essere abusi storici sotto la maschera della tradizione militare, la tradizione è ancora essenziale per lo spirito di corpo e la leadership e i successi di Rommel devono essere parte di quella tradizione.
Il comando della base militare Generalfeldmarschall-Rommel-Kaserne ("Caserma Feldmaresciallo Rommel") di Augustdorf sottolinea la leadership e i risultati di Rommel come meritevoli di costituire tradizione e identità, affermando, fra l'altro, l’assenza di crimini di guerra dimostrati come una ragione per mantenere il nome. All’inizio del 2017, il Ministero Federale Tedesco della Difesa, in risposta a una petizione promossa dallo storico Wolfgang Proske e sostenuta da politici della Die Linke, ha difeso l’intitolazione della base a Rommel con la giustificazione che lo stato attuale della ricerca non sostiene le loro accuse. Il politico e politologo Alexander Neu critica l’atteggiamento del Ministero, che continua imperterrito a ignorare che Rommel fosse perlomeno para-nazista e servisse quel regime iniquo, e commenta che l’associazione di Rommel con lo spirito della Bundeswehr non è nuovo, ma che non ci si aspettava che il Ministero Federale della Difesa, senza fornire almeno una bibliografia, lo dichiarasse a sua volta una vittima del regime.